# Periclimen (fill de Neleu)
D'acord amb la mitologia grega, Periclimen (en grec antic Περικλύμενος, Periclímenos), va ser un heroi grec, fill de Neleu i de Cloris. Va participar en l'expedició dels argonautes.
Va rebre de Posidó el do de metamorfosar-se a voluntat. Quan Hèracles assaltà Pilos per una desavinença amb el seu pare, es transformà en abella per atacar l'heroi, però Atena va avisar Hèracles, que el va reconèixer a temps i el va matar. Una altra tradició diu que es va transformar en àliga i anava a escapar-se volant, però l'heroi el travessà amb una sageta.